# Sydamerikanska mästerskapet i volleyboll för damer 2001
Sydamerikanska mästerskapet 2001 i volleyboll för damer spelades 2001 i Morón, Buenos Aires, Argentina. Det var den 24:e upplagan av tävlingen och 7 landslag från CSV:s medlemsförbund. Brasilien vann tävlingen för 12:e gången (4:e i rad).

## Kval
Brasilien och Argentina var direktkvalificerade. Övriga lag delades upp i två grupper (nord och syd).

## Gruppspelet

### Resultat
| Datum             | Mellan                | Resultat | Set   | Set   | Set   | Set | Set | Poäng totalt | Speltid | Åskådare |
| Datum             | Mellan                | Resultat | 1     | 2     | 3     | 4   | 5   | Poäng totalt | Speltid | Åskådare |
| ----------------- | --------------------- | -------- | ----- | ----- | ----- | --- | --- | ------------ | ------- | -------- |
| 13 september 2001 | Brasilien - Venezuela | 3 - 0    | 25:16 | 25:17 | 25:11 |     |     | 75 - 44      | -       | -        |
| 13 september 2001 | Argentina - Uruguay   | 3 - 0    | 25:16 | 25:11 | 25:21 |     |     | 75 - 48      | -       | -        |
| 14 september 2001 | Venezuela - Uruguay   | 3 - 0    | 25:17 | 25:17 | 25:19 |     |     | 75 - 53      | -       | -        |
| 14 september 2001 | Brasilien - Argentina | 3 - 0    | 25:20 | 25:14 | 25:20 |     |     | 75 - 54      | -       | -        |
| 15 september 2001 | Brasilien - Uruguay   | 3 - 0    | 25:14 | 25:12 | 25:9  |     |     | 75 - 35      | -       | -        |
| 15 september 2001 | Argentina - Venezuela | 3 - 0    | 25:16 | 25:23 | 25:21 |     |     | 75 - 60      | -       | -        |

### Sluttabell
| Pos | Landslag  | Poäng | Matcher | Matcher | Matcher   | Set   | Set       | Kvot  | Poäng | Poäng     | Kvot  |
| Pos | Landslag  | Poäng | Spelade | Vunna   | Förlorade | Vunna | Förlorade | Kvot  | Vunna | Förlorade | Kvot  |
| --- | --------- | ----- | ------- | ------- | --------- | ----- | --------- | ----- | ----- | --------- | ----- |
| 1   | Brasilien | 6     | 3       | 3       | 0         | 9     | 0         | 0.000 | 225   | 133       | 1.981 |
| 2   | Argentina | 5     | 3       | 2       | 1         | 6     | 3         | 2.000 | 204   | 183       | 1.114 |
| 3   | Venezuela | 4     | 3       | 1       | 2         | 3     | 6         | 0.500 | 179   | 210       | 0.852 |
| 4   | Uruguay   | 3     | 3       | 0       | 3         | 0     | 9         | 0.000 | 136   | 225       | 0.604 |

## Slutspelsrundan

### Final
| Datum             | Mellan                | Resultat | Set   | Set   | Set   | Set | Set | Poäng totalt | Speltid | Åskådare |
| Datum             | Mellan                | Resultat | 1     | 2     | 3     | 4   | 5   | Poäng totalt | Speltid | Åskådare |
| ----------------- | --------------------- | -------- | ----- | ----- | ----- | --- | --- | ------------ | ------- | -------- |
| 16 september 2001 | Brasilien - Argentina | 3 - 0    | 25:22 | 25:18 | 26:24 |     |     | 76 - 64      | -       | -        |

### Match om tredjepris
| Datum             | Mellan              | Resultat | Set   | Set   | Set   | Set | Set | Poäng totalt | Speltid | Åskådare |
| Datum             | Mellan              | Resultat | 1     | 2     | 3     | 4   | 5   | Poäng totalt | Speltid | Åskådare |
| ----------------- | ------------------- | -------- | ----- | ----- | ----- | --- | --- | ------------ | ------- | -------- |
| 16 september 2001 | Venezuela - Uruguay | 3 - 0    | 25:21 | 26:24 | 25:23 |     |     | 76 - 68      | -       | -        |

## Slutplaceringar[2]
| Sluttabell | Lag       |
| ---------- | --------- |
|            | Brasilien |
|            | Argentina |
|            | Venezuela |
| 4          | Uruguay   |